# (767044) 2014 QW510
(767044) 2014 QW510 est un objet transneptunien classé comme centaure, découvert en 2020, mais retrouvé sur des images de 2014 avec une magnitude absolue (H) de 7,48 et donc probablement un diamètre d'environ 176 km.

## Caractéristiques physiques
(767044) 2014 QW510 est sur une orbite très elliptique allant bien au-delà de Neptune.